# The Smashing Pumpkins
The Smashing Pumpkins (Сме́шинг Па́мпкінз, укр. гарбузи, що трощать(ся)) — американський альтернативний рок-гурт, утворений в місті Чикаго, штат Іллінойс у 1988 році. Склад гурту неодноразово змінювався, проте більшу частину творчої кар'єри ядро колективу складали Біллі Корган (вокал/гітара), Джеймс Іга (гітара/бек-вокал), Дарсі Рецкі (бас-гітара/бек-вокал) і Джиммі Чемберлен (ударні).
Відштовхуючись, як і більшість їхніх сучасників, від панк-рокових коренів, гурт створив різнобарвний, багатошаровий важкий гітарний звук, насичений елементами готичного року, важкого металу, дрім-попу, психоделічного року, арена-року, шугейзингу, а в пізніших творах — також електроніки. Основний автор і фронтмен гурту Біллі Корган, відомий своїми великими амбіціями в музиці та потужними катартичними текстами пісень, що сформували індивідуальне творче обличчя колективу.
Мейнстримова популярність гурту розпочалася з виходом їхнього другого альбому Siamese Dream (1993) і зміцнилася, завдяки інтенсивній концертній діяльності та успіхові наступної платівки Mellon Collie and the Infinite Sadness (1995), яка здобула перше місце в чарті журналу Billboard. Продавши близько 20 мільйонів примірників дисків лише у США, гурт став одним з найуспішніших гуртів 90-х років. Втім, внутрішні негаразди, зловживання наркотиків та падіння продажів призвели до розпаду The Smashing Pumpkins в 2000 році.
В квітні 2006 гурт офіційно оголосив про возз'єднання та запис нового альбому. До старих учасників Біллі Коргана і Джиммі Чемберлена долучилися гітарист і вокаліст Джеф Шредер, басистка/вокалістка Джинджер Реєз і клавішниця Ліса Гаррітон, з якими гурт вирушив у турне на підтримку альбому 2007 року Zeitgeist. У березні 2009 року Біллі Корган оголосив про вихід Джиммі Чемберлена з гурту і про власний намір продовжувати записи і виступи без зміни назви проєкту.

## Історія

### Ранні роки (1988—1991)

The Smashing Pumpkins на промо-фото в 1990 році. Зліва направо: Джеймс Іга, Дарсі Рецкі, Біллі Корган, Джиммі Чемберлен

Після розпаду готичного рок-гурту The Marked, співак та гітарист Біллі Корган покидає місто Сент-Пітерсбург штату Флорида, щоб повернутися на свою батьківщину, в Чикаго, де він хотів влаштуватися на роботу в музичний магазин та створити новий колектив під назвою The Smashing Pumpkins. Працюючи там, він зустрів гітариста Джеймса Іга. Прикрашені пейслі та іншими психоделічними атрибутами, вони разом почали писати пісні (за допомогою драм-машини), перебуваючи під сильним впливом таких гуртів, як The Cure та New Order. Дует вперше виступив на сцені 9 липня 1988 року в польському барі Chicago 21. Виступ проходив лише за участю Коргана, Іга і драм-машини. Після концерту Dan Reed Network Корган познайомився з Дарсі Рецкі, з якою він обговорював досягнення гурту. Дізнавшись, що Рецкі грала на бас-гітарі, Корган завербував її до складу, і в складі тріо гурт відіграв концерт у нічному клубі Avalon. Після цього шоу, власник Cabaret Metro Джо Шанаган погодився забронювати виступ гурту, але за умови, що вони замінять драм-машину на барабанщика.
Друг Коргана порадив взяти в гурт джазового барабанщика Джиммі Чемберлена. Чемберлен мало що знав про альтернативну музику, тому майже одразу ж змінив звучання гурту. Зі спогадів Коргана: «Ми були повністю в сумному року, як гурт The Cure. Знадобилося дві або три репетиції, перш ніж я зрозумів, що в його потужній грі на ударних було щось, що дозволило нам грати жорсткіше, ніж ми могли коли-небудь собі уявити». 5 жовтня 1988 року гурт в повному складі вперше вийшов на сцену в Cabaret Metro.
В 1989 році записи гурту вперше з'являються на альбомі, компіляції під назвою Light Into Dark, на якому також відзначилися кілька альтернативних чиказьких гуртів. 1990 року на місцевому лейблі Limited Potential гурт випустив свій перший сингл під назвою «I Am One». Продавши сингл, гурт на студії Sub Pop випустили пісню «Tristessa», після чого підписав контракт з Caroline Records. 1991 року під керівництвом продюсера Бутча Віга гурт за 20 000 доларів записав на Smart Studios свій дебютний студійний альбом під назвою Gish. Для того, щоб отримати зв'язність, яку бажав Корган, він часто грав на всіх музичних інструментах, зберігаючи при цьому партії ударних, які створювали напруженість у звучанні. Музика поєднала в собі хеві-метал, психоделію та дрім-поп, будучи порівнянням звучання гурту Jane's Addiction. Gish мав незначний успіх разом з синглом «Rhinoceros», які отримують ротацію на деяких альтернативних рок-радіо. Після релізу міні-альбому Lull в жовтні 1991 року на Caroline Records гурт офіційно підписує контракт з Virgin Records, що була підрозділом Caroline. Після запису гурт для підтримки альбому вирушає в тур, який відкривався такими гуртами, як Red Hot Chili Peppers, Jane's Addiction та Guns N' Roses. Під час туру Іга і Рецкі випробували важке розставання один з одним, Чемберлен став залежним від наркотиків та алкоголю, а Корган виявився в стані глибокої депресії, написавши кілька пісень для нового альбому в гаражі, де він жив у той час.

### Період мейнстримового успіху (1992—1994)
З проривом альтернативного року в американський мейнстрім через популярність таких грандж гуртів, як Nirvana та Pearl Jam, The Smashing Pumpkins були готові до великого комерційного успіху. В цей час гурт постійно змішували в одну купу з грандж рухом, попри протест Коргана: «Зараз ми перейшли від Jane's Addiction до Nirvana, тепер ми наступні Pearl Jam».
На тлі інтенсивного внутрішнього тиску гурт для прориву до широкої популярності наприкінці 1992 року переїжджає в місто Марієтта, Джорджія, щоб почати роботу над своїм другим альбомом разом з Бутчем Вігом як продюсером. Рішення записуватися так далеко від рідного міста було частково мотивоване бажанням гурту уникнути друзів та розбратів, але значною мірою через відчайдушні спроби обгородити Джиммі Чемберліна від своїх відомих зв'язків з наркотиками. Процес запису альбому Siamese Dream був сильно затьмарений розбіжностями всередині гурту. Як і у випадку з альбомом Gish, Корган і Віг вирішили, що Корган повинен грати майже всі гітарні та басові партії на альбомі, тим самим викликавши обурення в гурті. Сучасна музична преса стала зображати Коргана як тирана. Тим часом, депресія Коргана дійшла до точки, коли він уже подумував про самогубство, однак він зумів зібратися, фактично живучи в студії. Між тим, Чемберлін швидко знайшов нові зв'язки та почав часто відсутнім в студії по кілька днів. В цілому, запис зайняв чотири місяці, а його бюджет склав понад $250 000.
Попри всі проблеми під час запису, Siamese Dream досяг 10 рядка в чарті Billboard 200, і було продано понад 4 мільйонів копій альбому в США. Разом зі збільшеним впливом гурту в мейнстрімі, колектив отримав репутацію кар'єристів серед своїх колишніх колег, з якими згодом погіршали відносини. Інді-рок гурт Pavement в текстах своєї пісні «Range Life» (1994) відверто знущається з гурту, а Стівен Малкмус, соліст Pavement, заявив: «Я ніколи не розбирався в їхній музиці, але справедливо відгукуюся про їхній статус». Колишній учасник Hüsker Dü Боб Моулд обізвав їх гранжевим гуртом The Monkees, а чиказький музикант та продюсер Стів Альбіні написав принизливий лист у відповідь на похвальну статтю про гурт, глузливо порівнюючи їх з колективом REO Speedwagon та переконуючись в їх незначущості. Відкривальна пісня та сингл «Cherub Rock» з альбому Siamese Dream безпосередньо стосується ворожнечі Коргана з «інді-світом».
В 1994 році фірма Virgin випустила компіляцію Pisces Iscariot, що досягла 4 рядку в Billboard 200. Також було видане відео під назвою Vieuphoria, яке містило записи концертів та знімання за кадром. Після безперервних гастролей на підтримку альбому, включаючи виступи хедлайнером на фестивалях Lollapalooza та Фестивалі Редінг і Лідс в 1994 та 1995 роках, відповідно, гурт взяв перерву, щоб записати наступну платівку.

### Mellon Collie and the Infinite Sadness(1995—1997)
Корган працював без перерви протягом наступного року і написав близько п'ятдесяти шести пісень для наступного альбому. Після періоду посиленої творчості, гурт повернувся в студію разом з продюсерами Фладом та Аланом Моулдером, щоб попрацювати над тим, що Корган називав «Стіною для покоління X».
Результатом став Mellon Collie and the Infinite Sadness, подвійний альбом, що містить двадцять вісім пісень та триває понад дві години (вініловий варіант альбому містив три платівки, дві додаткові пісні та інший список композицій). Пісні були пов'язані один з одним однією ідеєю — колообігом життя та смерті. Розхвалений журналом Time як «найамбітіша та найдосконаліша робота гурту коли-небудь», альбом Mellon Collie and the Infinite Sadness дебютував на першому рядку в чарті Billboard 200 в жовтні 1995 року. Ще успішніший ніж Siamese Dream, новий альбом дев'ять разів в США ставав платиновим і тепер став найпродаванішим подвійним альбомом десятиліття. Він також отримав сім номінацій на премію Греммі в 1997 році, в тому числі «Альбом року». Гурт здобув нагороду лише за «Найкраще хард-рок виконання» синглу «Bullet With Butterfly Wings». Альбом Mellon Collie and the Infinite Sadness породив п'ять синглів: «Bullet With Butterfly Wings», «1979», «Zero», «Tonight, Tonight» та «Thirty-Three», перші три з яких стали золотими і всі, крім «Zero» увійшли в Топ 40. Пісні, що не увійшли до Mellon Collie, вийшли як бі-сайди до синглів, і в кінцевому підсумку потрапили до збірки The Aeroplane Flies High. Як доказ популярності гурту, Virgin Records споконвічно продав обмеженим тиражем 200 000 копій альбому, але у зв'язку із збільшеним попитом компанія випустила набагато більше платівок, ніж передбачалося раніше.

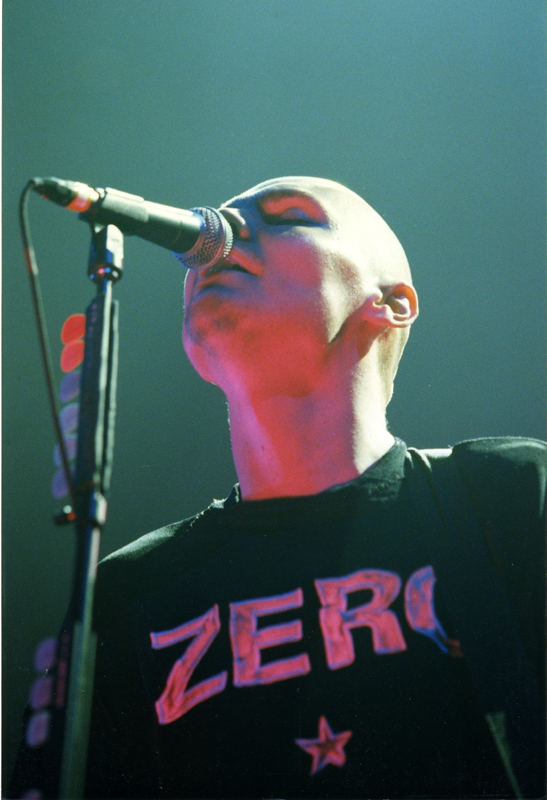
Біллі Корган на сцені під час турне Mellon Collie з поголеною головою, в іконічній майці з написом «Zero»

В 1996 році гурт почав масштабний світовий тур в підтримку Mellon Collie. В цей період зовнішній вигляд Коргана: голена голова, чорна сорочка з довгими рукавами зі словом «Zero» на ній і срібні штани стали відмітним знаком. В тому ж році гурт також з'явився в одному з епізодів серіалу Сімпсони Homerpalooza. Завдяки широкій ротації на MTV, головним нагород музичної індустрії та продажу футболок в торгових центрах з написом «Zero», The Smashing Pumpkins вважався одним з найпопулярніших гуртів того часу. Однак цей рік був далеко не повністю позитивним для гурту. В травні гурт відіграв концерт на The Point Theatre в Дубліні. Попри неодноразові прохання гурту зупинити мош, сімнадцятирічна прихильниця по імені Бернадетта О'Брайен була розчавлена насмерть. В зв'язку з подією концерт закінчився рано, а наступний нічний виступ гурту в Белфасті було скасовано в знак поваги до загиблої. Однак, поки Корган стверджував, що «час моша прийшов та пішов», гурт продовжив б вимагати відкриті концерти під час залишилася частини туру.
В ніч на 11 липня 1996 року гурт переніс особисту трагедію, коли концертний клавішник Джонатан Мелвоін та ударник Чемберлен прийняли надто велику дозу героїну в готельному номері Нью-Йорка. Мелвоін помер, а Чемберліна заарештували за зберігання наркотиків. Кілька днів потому гурт оголосив, що в результаті інциденту з наркотиками Чемберліна звільнили. Гурт вирішив закінчити тур і найняв барабанщика Метта Вокера та клавішника Деніса Флеміона. Корган пізніше заявив, що продовження гастролей було гіршим рішенням, зроблене гуртом небудь, завдавши шкоди музиці та репутації. В цей же час після виходу Mellon Collie гурт дав інтерв'ю, в якому заявив, що диск стане останнім звичайним записом The Smashing Pumpkins і що рок став несвіжим. Іга заявив наприкінці 1996 року: «Майбутнє за електронною музикою. Здається дійсно нудним грати лише рок».

### Adore,Machinaі розпад (1998—2000)

The Smashing Pumpkins як тріо у 1998 році. В цей період гурт змінив зовнішній імідж на похмуріший і стриманіший.

Після Mellon Collie The Smashing Pumpkins випустили кілька пісень, що ввійшли до різних альбомів-компіляцій. На початку 1997 року в фільмі Девіда Лінча «Шосе в нікуди» прозвучала їхня майже повністю електронно-інструментована пісня «Eye», що стала першою звісткою про радикальну зміну музичного стилю гурту. В той час Корган заявив про наміри «змінити акценти й дистанціюватися від традиційного рок-формата гітара-бас-ударні». В тому ж році гурт надав свою пісню «The End is the Beginning is the End» для звукової доріжки фільму «Бетмен і Робін». Записана з Метом Вокером на барабанах, пісня характеризувалася важким саундом, подібним на «Bullet With Butterfly Wings» і водночас була насичена електронним звучанням. Наступного року пісня отримала Греммі. Хоча Корган оголосив, що саме такого саунду слухачі мають очікувати від гурту в майбутньому, наступний альбом майже не містив пісень з гітарною основою.
Записаний після тяжких подій в житті Коргана (смерті його матері та розлучення з дружиною) альбом Adore (1998) становив собою серйозну зміну: перехід від гітарного року до електроннішого саунду. Альбом створювався за допомогою студійних барабанщиків і драм-машин і був насичений холодним похмурим настроєм, на противагу більш раннім роботам гурту. Публічний імідж гурту також зазнав змін, ставши стриманішим. Попри позитивні відгуки та номінацію на Греммі, продажі альбому в США склали лише 830 000 примірників, що дало привід музичній індустрії вважати його фіаско. Натомість за кордоном обсяг продажів виявився втричі більшим. В підтримку Adore гурт влаштував північноамериканське благодійне турне, в ході якого весь збір від концертів в кожному з міст було передано місцевим благодійним організаціям, а всі витрати оплачувалися музикантами персонально. Загалом, за результатами туру, до фондів благодійних організацій було внесено 2,8 мійльонів доларів.
В 1999 році, на великий подив прихильників, до гурту повернувся Джиммі Чемберлен, який пройшов курс реабілітації. Разом із ним гурт провів коротке турне під назвою «The Arising», у якому виконувався як новий, так і класичний матеріал. Втім, цей склад тримався недовго, адже по закінченні запису альбому Machina/The Machines of God було оголошено про вихід з гурту Дарсі Рецкі. Для участі в турі «Sacred and Profane» було запрошено колишню басистку гурту Hole Меліссу Ауф дер Маур, яка також з'явилася у відеокліпах цього періоду. Виданий в 2000 році, Machina презентувався як повернення до традиційнішого року після готично-електронного Adore. Альбом увійшов у чарт Billboard на третє місце, але швидко зник із чарту, і станом на 2007 рік мав лише статус золотого.
23 травня 2000 року в інтерв'ю на радіо Біллі Корган оголосив про розпад гурту, який мав статися наприкінці року по закінченні додаткового турне і записів. Останній альбом гурту перед розпадом, Machina II/The Friends & Enemies of Modern Music, вийшов у вересні 2000 року обмеженим накладом на пластинці, а також в Інтернеті для вільного отримання. Всього було надруковано 25 примірників з ручною нумерацією, які отримали друзі гурту та самі музиканти. Спершу учасники гурту запропонували Virgin розмістити Machina II для вільного завантаження всім, хто придбав Machina. Лейбл відхилив таку пропозицію і Корган вирішив видати матеріал незалежно.
2 грудня 2000 року гурт зіграв прощальний концерт у «The Metro», тому самому чиказькому клубі, де почалася їхня кар'єра дванадцять років тому. Чотиригодинне шоу з 35 пісень стало ілюстрацією всього творчого шляху гурту, і кожен з відвідувачів отримав у подарунок запис концерту Live at Cabaret Metro 10-5-88. Тоді ж вийшов сингл «Untitled».

### Після розпаду (2001—2004)
2001 року було видано компіляційний альбом «Rotten Apples». Його дводискова версія, видана обмеженим накладом, містила збірник бі-сайдів і раритетів під назвою «Judas Ø». Також вийшов DVD «Greatest Hits Video Collection», де були представлені всі відеокліпи гурту разом з деяким раніше невиданим матеріалом (не ввійшов до компіляції лише кліп «The End Is the Beginning Is the End», правами на який володіє «Warner Brothers»).
Біллі Корган і Джиммі Чемберлен у 2001 році створили гурт Zwan, який видав один альбом «Mary Star of the Sea», що отримав досить схвальні рецензії, але проіснував недовго: у 2003 році Корган оголосив про його розпуск, не повідомивши подробиць. Протягом 2001 року Корґан брав участь у турне New Order, а також виконав одну з вокальних партій на їхньому альбомі «Get Ready». У жовтні 2004 року вийшла перша книга віршів Коргана «Blinking with Fists», а у червні 2005 року музикант видав сольний альбом «TheFutureEmbrace», який зустріли суперечливими відгуками й він не мав великого комерційного успіху.
Крім участі у Zwan, Джиммі Чемберлен сформував проєкт «Jimmy Chamberlin Complex», який виконував суміш альтернативного року і ф'южн. Джеймс Іга брав участь у гурті A Perfect Circle та низці інших проєктів. Дарсі Рецкі, починаючи з 1999 року не робила жодних публічних заяв і не давала інтерв'ю.

### Возз'єднання іZeitgeist(2005—2008)
21 червня 2005 року, в день виходу свого альбому TheFutureEmbrace, Корган розмістив на цілу сторінку в Chicago Tribune і Chicago Sun-Times повідомляючи, що він планував возз'єднати гурт. "", Корган написав: «Я ходив з таємницею, таємницею, яку я вирішив зберегти. Але зараз я хочу, щоб ви були в числі перших, щоб знати, що я планую відновити та відродити The Smashing Pumpkins. Я хочу свій гурт назад, і мої пісні, і мої мрії». Корган та Чемберлін були перевірені як учасники зустрічі, але не було питання щодо того, чи інші колишні члени гурту будуть брати участь.
У квітні 2007 року Іга і Ауф дер Маур окремо підтвердили, що вони не візьмуть участі у возз'єднанні. Chamberlin пізніше заявив, що Iha і Wretzky «не хотіли бути частиною» возз'єднання. The Smashing Pumpkins виступили живий вперше з 2000 22 травня 2007, в Парижі, Франція. Там, гурт представив нових гастрольних учасників: гітарист Джеф Шредер, басист Джинджер Рейес і музикант, що грає на клавішних інструментах Лайза Гаррітон. Того ж місяця, «Tarantula» вийшов перший сингл від майбутнього альбому гурт. 7 липня гурт виступив на концерті Live Earth в Нью-Джерсі.
Новий альбом гурту, Zeitgeist, вийшов того ж місяця на Reprise Records, входячи в чарти Billboard під номером два і продавшись в 145 000 копій в перший тижні. Zeitgeist отримав змішані огляди з великою частиною критики, призначеної для відсутності половини оригінального складу. Альбом розділив шанувальників Pumpkins. Корган пізніше визнав би: «Я знаю, що багато наших шанувальників переймається Zeitgeist. Я думаю, що вони хотіли цю масивну, грандіозну роботу, але ви тільки котитеся з ліжка після семи років без функціонуючого гурту і повертаєтеся до виконання цього».
Корган і Чемберлін продовжували робити запис як дует, випускаючи міні-альбом American Gothic з чотирма піснями у січні 2008 року і сингли «Superchrist» і «G.L.O.W». Пізніше в тому році. у тому листопаді, гурт випустив DVD, Якщо Все Йде не так, як треба, який вів хроніку місць проживання концерту гурту в 2007 Ешвілле, Північна Кароліна і Сан-Франциско, Каліфорнія. Наприкінці 2008, гурт зробив пронизаний протиріччями 20-й Щорічний Тур. В цей час Корган сказав, що гурт не зробить більше звітів у всю довжину, щоб зосередитися суто на одиночних іграх, пояснюючи, «Зразки слухання змінилися, отже, чому ми вбиваємо нас, щоб зробити альбоми, створити баланс, що претендують на тонкий смак відстежують, щоб налаштувати сингл? Це зроблено».

### Нова зміна складу і плани на майбутнє (2009—2013)

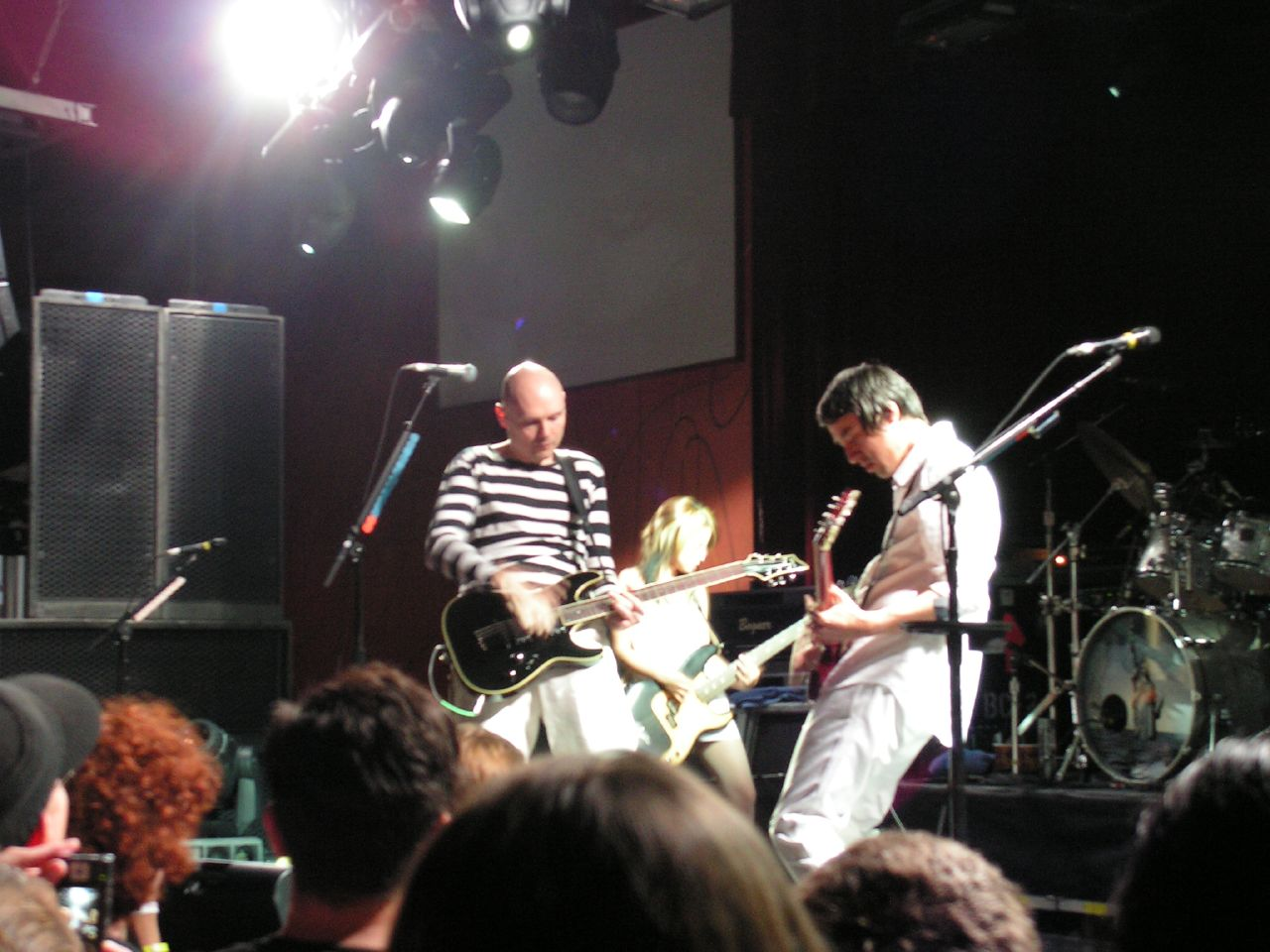
Корган і Джеф Шредер

У березні 2009 року на вебсайті гурту Корган оголосив про те, що Чемберлен полишає S.P. Також Корган висловив намір продовжувати творчість під тією самою назвою (найближчі сесії звукозапису були заплановані на весну поточного року). Пізніше Чемберлен оцінив свій вихід із гурту як «позитивну подію і власний крок уперед», наголосивши, що стосунки між ним і Корганом залишилися дружніми і що він цілковито схвалює намір товариша продовжувати діяльність S.P.
У березні 2010 року, Джинджер Реєз офіційно покинула гурт. Пізніше відбулося прослуховування нового басиста. У травні, Ніколь Фіорентіно оголосила, що вона приєдналася до гурту як басист, і працює над Teargarden by Kaleidyscope.
19 червня 2012 року вийшов альбом Oceania. Він отримав позитивні оцінки критиків і посів четверте місце в Billboard 200.

## Музичний стиль, впливи та спадщина
Напрямок розвитку гурту протягом усієї його історії визначався її провідним гітаристом, вокалістом і автором пісень Біллі Корганом. Журналіст Грег Кот писав: «Музика [The Smashing Pumpkins] не була би такою, якою вона є, якби не Біллі Корган з його амбіціями і баченням, а також манерою поводження з родиною, друзями та членами гурту». Мелісса Ауф дер Маур прокоментувала новину про возз'єднання гурту: «Всім відомо, що для запису Біллі не потребує фактично нікого, крім Джиммі [Чемберлена]».
Своєрідне звучання The Smashing Pumpkins, притаманне гуртові до альбому Adore, характеризується нашаруванням численних гітарних партій в процесі запису — цю тактику співпродюсер Mellon Collie and the Infinite Sadness Флад назвав «гарбузовою армією накладених гітар». На альбомі Gish наявні поодинокі випадки накладення, але повною мірою можливості цього прийому було розкрито в піснях Siamese Dream (за словами Коргана, у композиції «Soma», наприклад, використано близько 40 гітарних партій). Розуміючи, що більшість студійних версій пісень буде надто важко або взагалі неможливо відтворити в концертному виконанні, Корган пояснював: «Коли робиш перманентне представлення пісні в записі, чому б не вкласти в неї максимум можливих уражальних засобів?».
Як і багато сучасних альтернативних рок-гуртів, S.P. широко використовували прийом зміни динаміки від тихого до гучного і навпаки. Коргану завжди подобалася ідея створення власного «альтернативного всесвіту» через звук: ця ідея отримала продовження і на Adore, і на концептуальному Machina.
S.P. черпали натхнення з різноманітних жанрів музики, частина яких уже втратила популярність серед критики 1990-х років. Корган, зокрема, завжди прихильно ставився до важкого металу, називаючи Даймбега Даррелла з Pantera своїм улюбленим гітаристом сучасності. Суб'єктами формуючого впливу на музику гурту були пост-панкові та готичні колективи, такі як Joy Division, New Order, Bauhaus і The Cure, і виконавці психоделічного року. Знаменитий «гарбузовий акорд» (октавний акорд G# на одинадцятому ладу гітари), на якому базуються пісні «Cherub Rock», «Drown» та інші, за визнанням Коргана, був раніше винайдений Джимі Гендріксом.
Стосовно впливу гурту на інших, Ґреґ Кот писав у 2001 році: «У той час, коли Nirvana породила безліч міні-Нірван, S.P. залишилися закритим усамітненим островом». Втім, деякі артисти неодноразово називали їх суб'єктами впливу на себе: серед них JJ72, Annuals, My Chemical Romance, Kill Hannah, і Deftones., Deftones також як в роботі Silversun Pickups і ранній роботі Feeder.

## Музичні відео

Сцена з відеокліпу «Tonight, Tonight», що здобув нагороду «MTV Video Music Award» як «Відео року» у 1996 році. Створене під впливом кінокартини Жоржа Мельєса «Подорож на Місяць» (1902), відео було знято в стилі німих фільмів початку ХХ століття з театральними декораціями та примітивними спецефектами.

Відеокліпи гурту часто називали «найбільш вражаючими та пам'ятними творами цього жанру в 1990-ті роки», відзначаючи «художній, а не суто комерційний підхід до їхнього створення». У програмі присвяченій 20-й річниці MTV у 2001 році The Smashing Pumpkins разом із Nine Inch Nails було названо артистами, що підтримували статус музичного відео як мистецтва протягом попереднього десятиліття. Гурт співпрацював з такими уславленими режисерами жанру як Кевін Керслейк («Cherub Rock»), Семюел Байєр («Bullet with Butterfly Wings») і, найчастіше, з митецьким дуетом Джонатана Дейтона і Валері Фейріс («Rocket», «1979», «Tonight, Tonight», «The End is the Beginning is the End» і «Perfect»). Кліпи гурту отримали кілька нагород MTV Video Music Awards. Корган, який часто великою мірою втягувався в концепцію відео, сказав щодо Дейтона і Фейріс: «Я знаю, що мої [початкові] версії завжди темніші, і вони завжди умовляють мене на щось трохи добріше і ніжніше». Відео як «Today», «Rocket», і «1979» мали справу з зображеннями, взятими від середньої американської культури, хоча перебільшено. Відео гурту так часто уникають буквальної інтерпретації лірики пісні, як відео для «Thirty-Three», з зображеннями, тісно пов'язаними зі словами пісні, було створено як навмисний стилістичний від'їзд.
Гурт був номінований на кілька MTV Video Music Awards протягом 1990-х. 1996 року гурт виграв сім нагород VMA всього за «1979» і «Сьогодні ввечері, сьогодні ввечері» відео, у тому числі вищої нагороди, відео року, для «Сьогодні ввечері, сьогодні ввечері». На відео також був номінований на Греммі в 1997 церемонії. Шанувальники взаємодії з однаковим завзяттям. З « Сьогодні ввечері, сьогодні ввечері» відео, Корган зауважив: "Я не думаю, що ми колись мали люди реагують [так]…, це просто здавалося, стосувалися нерва.
Незабаром після розпаду гурту в 2000 році вийшов Greatest Hits Video Collection, збірник відеокліпів гурту з 1991 по 2000 роки разом коментаріями від Коргана, Іга, Чемберліна, Рецкі, а також різних режисерів кліпів з купюрами, концертними виступами і розширеним короткометражним фільмом «Try, Try, Try». Гурт також випустив кілька кліпів на YouTube та інших інтернет-джерелах з моменту возз'єднання.

## Склад гурту
| Поточні учасники - Біллі Корган — вокал, соло-гітара, клавішні (1988—2000, з 2006 року) - Джеф Шредер — ритм-гітара, бек-вокал (з 2007 року) - Джиммі Чемберлен — ударні, бек-вокал (1988—1996, 1998—2000, 2006—2009, з 2015 року) | Колишні учасники - Джеймс Іга — ритм-гітара, бек-вокал (1988—2000) - Дарсі Рецкі — бас-гітара, бек-вокал (1988—1999) - Мелісса Ауф дер Маур — бас-гітара, бек-вокал (1999—2000) - Ніколь Фіорентіно — бас-гітара, бек-вокал (2010—2014) - Майк Бірн — ударні, бек-вокал (2009—2014) |

Схема

## Дискографія
Студійні альбоми
- Gish (1991)
- Siamese Dream (1993)
- Mellon Collie and the Infinite Sadness (1995)
- Adore (1998)
- Machina/The Machines of God (2000)
- Machina II/The Friends & Enemies of Modern Music (2000)
- Zeitgeist (2007)
- Oceania (2012)
- Monuments to an Elegy (2014)
- Shiny and Oh So Bright, Vol. 1 / LP: No Past. No Future. No Sun. (2018)
- Cyr (2020)
- Atum: A Rock Opera in Three Acts (2023)
- Aghori Mhori Mei (2024)